# سانابار
سانابار پس از پاکور روی کار آمد؛ نخستین دراخماهای سانابار شباهت بسیار زیادی به دراخماهای پاکور دارند و تنها از طریق حروف اختصاری پهلوی نام سانابار است که قابل تشخیص هستند. سکه‌های سانابار و دیگر هندوپارتیان متأخر به‌طور عمده محدود به رخج یا سیستان هستند.